# Liste des monuments historiques de Caen
Cet article recense les monuments historiques de Caen et de son agglomération, en France.

## Statistiques

Site ancien inscrit et monuments historiques

Malgré la perte de nombreux monuments historiques pendant la Seconde guerre mondiale ou lors de la Reconstruction, la ville compte encore de nombreux bâtiments protégés grâce notamment au classement et à l'inscription d'édifices construits durant cette dernière période.
Au 7 juin 2012, Caen compte 86 édifices comportant au moins une protection au titre des monuments historiques. 28 édifices comportent au moins une partie classée ; les 58 autres sont exclusivement inscrits.
Le site du centre ancien de Caen est un site inscrit depuis 1978. 77 % des monuments protégés sont situés dans ce périmètre.
Le graphique suivant résume le nombre d'actes de protection (inscription ou classement) par décennies depuis 1840. Les arrêtés protégeant les bâtiments qui ont été détruits par la suite et qui ont pu être radiés de la liste ne sont pas comptabilisés.

## Monuments actuellement protégés

### Caen
Sont énumérés dans cette liste les monuments historiques de la commune de Caen.
| Monument                                                                                  | Adresse                                                                   | Coordonnées                        | Notice         | Protection            | Date                     | Illustration                                                                              |
| ----------------------------------------------------------------------------------------- | ------------------------------------------------------------------------- | ---------------------------------- | -------------- | --------------------- | ------------------------ | ----------------------------------------------------------------------------------------- |
| Ancienne abbaye aux Dames (actuel siège du conseil régional de Normandie)                 | Place de la Reine-Mathilde                                                | 49° 11′ 13″ nord, 0° 21′ 09″ ouest | « PA00111123 » | classé                | 1840 1976                | Ancienne abbaye aux Dames (actuel siège du conseil régional de Normandie)                 |
| Ancienne abbaye aux Hommes                                                                |                                                                           | 49° 10′ 54″ nord, 0° 22′ 23″ ouest | « PA00111124 » | Classé Inscrit        | 1840-1911 1927-1928      | Ancienne abbaye aux Hommes                                                                |
| Ancienne chambre de commerce et d'industrie                                               | 41 boulevard Maréchal-Leclerc                                             | 49° 10′ 54″ nord, 0° 21′ 41″ ouest | « PA14000032 » | Inscrit               | 2003                     | Ancienne chambre de commerce et d'industrie                                               |
| Chapelle du Bon Sauveur                                                                   | 93 rue Caponière                                                          | 49° 10′ 44″ nord, 0° 22′ 41″ ouest | « PA14000064 » | Inscrit               | 2006                     | Chapelle du Bon Sauveur                                                                   |
| Ancien asile d'aliénés du Bon Sauveur                                                     | 13 bis rue Saint-Ouen                                                     | 49° 10′ 39″ nord, 0° 22′ 41″ ouest | « PA14000086 » | Inscrit               | 2010                     | Ancien asile d'aliénés du Bon Sauveur                                                     |
| Chapelle Sainte-Paix                                                                      | Rue du Marais                                                             | 49° 10′ 32″ nord, 0° 20′ 35″ ouest | « PA00111125 » | Classé                | 1975                     | Chapelle Sainte-Paix                                                                      |
| Château de Caen                                                                           | Rue de Geôle                                                              | 49° 11′ 11″ nord, 0° 21′ 46″ ouest | « PA00111127 » | Classé Inscrit Classé | 1886 1913 1927 1946 1997 | Château de Caen                                                                           |
| Château d'eau de la Guérinière                                                            | Rue de la Guérinière, place de la Justice                                 | 49° 09′ 43″ nord, 0° 20′ 38″ ouest | « PA14000087 » | Inscrit Classé        | 2010 2011                | Château d'eau de la Guérinière                                                            |
| Cité-jardin des Rosiers                                                                   | 84 à 90 rue des Rosiers 19 à 29 rue des Lilas 1 à 18 rue de Saint-Contest | 49° 11′ 26″ nord, 0° 22′ 29″ ouest | « PA14000048 » | Inscrit               | 2004 2007                | Cité-jardin des Rosiers                                                                   |
| Portail du Clos des Coutures                                                              | 3 rue d'Ouistreham                                                        | 49° 11′ 16″ nord, 0° 21′ 15″ ouest | « PA00111128 » | Inscrit               | 1927                     | Portail du Clos des Coutures                                                              |
| Ancienne collégiale du Saint-Sépulcre                                                     |                                                                           | 49° 11′ 11″ nord, 0° 21′ 33″ ouest | « PA00111126 » | Classé                | 1934                     | Ancienne collégiale du Saint-Sépulcre                                                     |
| Église Notre-Dame-de-la-Gloriette                                                         |                                                                           | 49° 10′ 50″ nord, 0° 22′ 00″ ouest | « PA00111130 » | Classé                | 1909                     | Église Notre-Dame-de-la-Gloriette                                                         |
| Église du Sacré-Cœur de la Guérinière                                                     | Rue Jean Gutenberg                                                        | 49° 09′ 31″ nord, 0° 20′ 29″ ouest | « PA14000051 » | Inscrit               | 2005                     | Église du Sacré-Cœur de la Guérinière                                                     |
| Ancienne église Saint-Étienne-le-Vieux                                                    | Rue Arcisse-de-Caumont                                                    | 49° 10′ 53″ nord, 0° 22′ 10″ ouest | « PA00111132 » | Classé                | 1903                     | Ancienne église Saint-Étienne-le-Vieux                                                    |
| Ancienne église Saint-Gilles (ruines)                                                     | Place Saint-Gilles                                                        | 49° 11′ 12″ nord, 0° 21′ 17″ ouest | « PA00111133 » | Classé                | 1862                     | Ancienne église Saint-Gilles (ruines)                                                     |
| Église Saint-Jean                                                                         | Rue Saint-Jean                                                            | 49° 10′ 50″ nord, 0° 21′ 28″ ouest | « PA00111134 » | Classé                | 1840                     | Église Saint-Jean                                                                         |
| Église Saint-Julien                                                                       | 3 rue Malfilâtre                                                          | 49° 11′ 22″ nord, 0° 22′ 08″ ouest | « PA14000061 » | Inscrit Classé        | 2005 2007                | Église Saint-Julien                                                                       |
| Ancienne église Saint-Martin (ruines)                                                     | 42-44 rue Saint-Martin                                                    | 49° 11′ 00″ nord, 0° 22′ 19″ ouest | « PA00111135 » | Inscrit               | 1926                     | Ancienne église Saint-Martin (ruines)                                                     |
| Église Saint-Michel de Vaucelles                                                          | Rue de l’Église-de-Vaucelles                                              | 49° 10′ 26″ nord, 0° 21′ 19″ ouest | « PA00111136 » | Classé Inscrit        | 1886 1970                | Église Saint-Michel de Vaucelles                                                          |
| Ancienne église Saint-Nicolas                                                             | Rue Saint-Nicolas                                                         | 49° 11′ 02″ nord, 0° 22′ 30″ ouest | « PA00111137 » | Classé                | 1913                     | Ancienne église Saint-Nicolas                                                             |
| Église Saint-Ouen                                                                         | Rue Saint-Ouen                                                            | 49° 10′ 38″ nord, 0° 22′ 36″ ouest | « PA00111138 » | Inscrit               | 1928                     | Église Saint-Ouen                                                                         |
| Église Saint-Pierre                                                                       | Place Saint-Pierre                                                        | 49° 11′ 02″ nord, 0° 21′ 39″ ouest | « PA00111139 » | Classé                | 1840                     | Église Saint-Pierre                                                                       |
| Église Saint-Sauveur (anciennement église Notre-Dame-de-Froide-Rue)                       | Rue Saint-Pierre                                                          | 49° 10′ 59″ nord, 0° 21′ 53″ ouest | « PA00111131 » | Classé                | 1889                     | Église Saint-Sauveur (anciennement église Notre-Dame-de-Froide-Rue)                       |
| Ancienne église du Vieux Saint-Sauveur                                                    | Place Saint-Sauveur                                                       | 49° 11′ 00″ nord, 0° 22′ 04″ ouest | « PA00111140 » | Classé                | 1951                     | Ancienne église du Vieux Saint-Sauveur                                                    |
| Enceinte de la ville (tour Saint-Julien)                                                  | Promenade Saint-Julien                                                    | 49° 11′ 03″ nord, 0° 22′ 08″ ouest | « PA00111141 » | Inscrit               | 1927                     | Enceinte de la ville (tour Saint-Julien)                                                  |
| Hôtel de Banville                                                                         | 20-22 rue Jean-Eudes                                                      | 49° 10′ 53″ nord, 0° 21′ 54″ ouest | « PA00111142 » | Inscrit               | 1980                     | Hôtel de Banville                                                                         |
| Hôtel de Blangy                                                                           | 9 rue de l'Engannerie                                                     | 49° 10′ 56″ nord, 0° 21′ 30″ ouest | « PA14000028 » | Inscrit Classé        | 2002 2003                | Hôtel de Blangy                                                                           |
| Hôtel Canteil de Condé                                                                    | 19 place Saint-Sauveur                                                    | 49° 10′ 57″ nord, 0° 22′ 08″ ouest | « PA00111143 » | Inscrit               | 1928                     | Hôtel Canteil de Condé                                                                    |
| Hôtel de Colomby                                                                          | 6 rue des Cordeliers                                                      | 49° 11′ 05″ nord, 0° 21′ 59″ ouest | « PA00111144 » | Inscrit               | 1927                     | Hôtel de Colomby                                                                          |
| Hôtel Daumesnil                                                                           | 23-25 place de la République                                              | 49° 10′ 50″ nord, 0° 21′ 49″ ouest | « PA00111145 » | Inscrit               | 1927 2021                | Hôtel Daumesnil                                                                           |
| Hôtel Duquesnoy-du-Thon                                                                   | 6 rue du Moulin                                                           | 49° 10′ 59″ nord, 0° 21′ 47″ ouest | « PA00111146 » | Inscrit               | 1927                     | Hôtel Duquesnoy-du-Thon                                                                   |
| Hôtel d'Escoville                                                                         | 6-10 place Saint-Pierre                                                   | 49° 11′ 01″ nord, 0° 21′ 41″ ouest | « PA00111147 » | Classé                | 1862                     | Hôtel d'Escoville                                                                         |
| Hôtel Fouet                                                                               | 20 place Saint-Sauveur                                                    | 49° 10′ 59″ nord, 0° 22′ 09″ ouest | « PA00111156 » | Inscrit               | 1927                     | Hôtel Fouet                                                                               |
| Hôtel du Grand-Cerf                                                                       | 10 rue Pémagnie                                                           | 49° 11′ 01″ nord, 0° 22′ 08″ ouest | « PA00111150 » | Inscrit               | 1928                     | Hôtel du Grand-Cerf                                                                       |
| Hôtel de Girard-Bureau (ou des Écuyers)                                                   | 42 rue Écuyère                                                            | 49° 10′ 55″ nord, 0° 22′ 08″ ouest | « PA00111149 » | Inscrit               | 1927                     | Hôtel de Girard-Bureau (ou des Écuyers)                                                   |
| Hôtel Lebourguignon-Duperré                                                               | 13 rue des Croisiers                                                      | 49° 11′ 03″ nord, 0° 21′ 57″ ouest | « PA00111151 » | Inscrit               | 1927                     | Hôtel Lebourguignon-Duperré                                                               |
| Hôtel Marescot de Prémare                                                                 | 10 place Saint-Sauveur                                                    | 49° 11′ 00″ nord, 0° 22′ 07″ ouest | « PA00111186 » | Inscrit               | 1929-1975                | Hôtel Marescot de Prémare                                                                 |
| Hôtel de Mondrainville (ou de la Monnaie)                                                 | 7 rue Gemare                                                              | 49° 11′ 02″ nord, 0° 21′ 54″ ouest | « PA00111152 » | Classé                | 1889                     | Hôtel de Mondrainville (ou de la Monnaie)                                                 |
| Maison des Quatrans                                                                       | 25 rue de Geôle                                                           | 49° 11′ 05″ nord, 0° 21′ 45″ ouest | « PA00111154 » | Classé                | 1862 1953                | Maison des Quatrans                                                                       |
| Hôtel de Than                                                                             | 9-11 boulevard du Maréchal-Leclerc                                        | 49° 10′ 59″ nord, 0° 21′ 41″ ouest | « PA00111155 » | Classé Inscrit Classé | 1862 1927 1930           | Hôtel de Than                                                                             |
| Hôtel de préfecture du Calvados                                                           | Place Gambetta                                                            | 49° 10′ 48″ nord, 0° 21′ 54″ ouest | « PA00111153 » | Classé                | 1963-1986                | Hôtel de préfecture du Calvados                                                           |
| Immeuble du 15 rue Caponière à Caen                                                       | 15 rue Caponière                                                          | 49° 10′ 55″ nord, 0° 22′ 31″ ouest | « PA00111157 » | Inscrit               | 1973                     | Immeuble du 15 rue Caponière à Caen                                                       |
| Immeuble du 17 rue Caponière à Caen                                                       | 17 rue Caponière                                                          | 49° 10′ 54″ nord, 0° 22′ 31″ ouest | « PA00111158 » | Inscrit               | 1973                     | Immeuble du 17 rue Caponière à Caen                                                       |
| Immeuble de la cour des Imprimeurs                                                        | 4 rue Froide                                                              | 49° 11′ 00″ nord, 0° 21′ 54″ ouest | « PA00111159 » | Inscrit               | 1954                     | Immeuble de la cour des Imprimeurs                                                        |
| Immeuble des 22 et 24 rue Jean-Eudes à Caen                                               | 22-24 rue Jean-Eudes                                                      | 49° 10′ 52″ nord, 0° 21′ 55″ ouest | « PA00111161 » | Inscrit               | 1960                     | Immeuble des 22 et 24 rue Jean-Eudes à Caen                                               |
| Immeuble                                                                                  | 25 rue Saint-Martin                                                       | 49° 11′ 00″ nord, 0° 22′ 16″ ouest | « PA00111162 » | Inscrit               | 1948                     | Immeuble                                                                                  |
| Immeuble du 23 rue Vauquelin à Caen                                                       | 23 rue Vauquelin                                                          | 49° 10′ 59″ nord, 0° 22′ 03″ ouest | « PA00111165 » | Inscrit               | 1973                     | Immeuble du 23 rue Vauquelin à Caen                                                       |
| Immeuble (musée de la Poste et des Télécommunications)                                    | 52 rue Saint-Pierre                                                       | 49° 11′ 00″ nord, 0° 21′ 49″ ouest | « PA00111163 » | Classé Inscrit Classé | 1862 1927 1946           | Immeuble (musée de la Poste et des Télécommunications)                                    |
| Immeuble du 54 rue Saint-Pierre à Caen                                                    | 54 rue Saint-Pierre                                                       | 49° 11′ 00″ nord, 0° 21′ 49″ ouest | « PA00111164 » | Classé Inscrit Classé | 1862 1927 1946           | Immeuble du 54 rue Saint-Pierre à Caen                                                    |
| Maison Chibourg                                                                           | 98 rue Saint-Pierre                                                       | 49° 10′ 57″ nord, 0° 21′ 56″ ouest | « PA00111185 » | Inscrit               | 1928                     | Maison Chibourg                                                                           |
| Maison des Gens d'Armes                                                                   | 161 rue Basse                                                             | 49° 11′ 07″ nord, 0° 20′ 32″ ouest | « PA00111169 » | Classé                | 1862                     | Maison des Gens d'Armes                                                                   |
| Maison des Templiers                                                                      | 45 rue Haute                                                              | 49° 11′ 09″ nord, 0° 21′ 17″ ouest | « PA00111182 » | Inscrit               | 1929                     | Maison des Templiers                                                                      |
| Maison natale de Malherbe                                                                 | 1 rue Vauquelin place Malherbe                                            | 49° 10′ 56″ nord, 0° 22′ 00″ ouest | « PA00111187 » | Inscrit               | 1927                     | Maison natale de Malherbe                                                                 |
| Maison Sainte-Blaise                                                                      | 88 rue Basse                                                              | 49° 11′ 08″ nord, 0° 20′ 58″ ouest | « PA00111168 » | Inscrit               | 1948                     | Maison Sainte-Blaise                                                                      |
| Maison                                                                                    | 26 rue Arcisse-de-Caumont                                                 | 49° 10′ 54″ nord, 0° 22′ 06″ ouest | « PA00111167 » | Inscrit               | 1929                     | Maison                                                                                    |
| Maison                                                                                    | 64 rue de Bayeux                                                          | 49° 10′ 59″ nord, 0° 22′ 43″ ouest | « PA00111170 » | Inscrit               | 1927                     | Maison                                                                                    |
| Maison                                                                                    | 10 rue Bicoquet                                                           | 49° 11′ 00″ nord, 0° 22′ 20″ ouest | « PA00111171 » | Inscrit               | 1929                     | Maison                                                                                    |
| Maison                                                                                    | 92 rue Bicoquet                                                           | 49° 11′ 00″ nord, 0° 22′ 40″ ouest | « PA00111172 » | Inscrit               | 1929                     | Maison                                                                                    |
| Maison                                                                                    | 8 rue des Croisiers                                                       | 49° 11′ 04″ nord, 0° 21′ 57″ ouest | « PA00111174 » | Inscrit               | 1928                     | Maison                                                                                    |
| Maison du 14 rue des Croisiers à Caen                                                     | 14 rue des Croisiers                                                      | 49° 11′ 03″ nord, 0° 21′ 57″ ouest | « PA00111175 » | Inscrit               | 1928                     | Maison du 14 rue des Croisiers à Caen                                                     |
| Maison                                                                                    | 26 rue des Croisiers et rue aux Namps                                     | 49° 11′ 02″ nord, 0° 21′ 58″ ouest | « PA00111176 » | Inscrit               | 1927                     | Maison                                                                                    |
| Maison                                                                                    | 2 place Fontette et 2 rue Guillaume-le-Conquérant                         | 49° 10′ 56″ nord, 0° 22′ 16″ ouest | « PA00111177 » | Inscrit               | 1928                     | Maison                                                                                    |
| Maison                                                                                    | 3 place Fontette                                                          | 49° 10′ 54″ nord, 0° 22′ 14″ ouest | « PA00111178 » | Inscrit               | 1927                     | Maison                                                                                    |
| Maison                                                                                    | 4 place Fontette et 1,3 rue Guillaume-le-Conquérant                       | 49° 10′ 55″ nord, 0° 22′ 16″ ouest | « PA00111179 » | Inscrit               | 1928                     | Maison                                                                                    |
| Maison                                                                                    | 33-35 rue Froide                                                          | 49° 11′ 00″ nord, 0° 21′ 56″ ouest | « PA00111180 » | Inscrit               | 1927                     | Maison                                                                                    |
| Maison                                                                                    | 41 rue Froide                                                             | 49° 11′ 00″ nord, 0° 21′ 57″ ouest | « PA00111181 » | Inscrit               | 1929                     | Maison                                                                                    |
| Maison du 10 rue Haldot à Caen                                                            | 10 rue Haldot                                                             | 49° 11′ 19″ nord, 0° 22′ 02″ ouest | « PA14000078 » | Inscrit               | 2008                     | Maison du 10 rue Haldot à Caen                                                            |
| Maison de Jean Macé                                                                       | 9 rue de la Monnaie                                                       | 49° 11′ 00″ nord, 0° 21′ 53″ ouest | « PA14000073 » | Classé Inscrit        | 2007                     | Maison de Jean Macé                                                                       |
| Portail de l'Hôtel-Dieu (anciennement dans la cour du musée des antiquaires de Normandie) | Rue de Bras                                                               | 49° 10′ 52″ nord, 0° 22′ 05″ ouest | « PA00111173 » | Inscrit               | 1927                     | Portail de l'Hôtel-Dieu (anciennement dans la cour du musée des antiquaires de Normandie) |
| Maison du 14 rue aux Namps à Caen                                                         | 14 rue aux Namps                                                          | 49° 11′ 04″ nord, 0° 22′ 00″ ouest | « PA00111184 » | Inscrit               | 1928-1929                | Maison du 14 rue aux Namps à Caen                                                         |
| Maison Charbonnier                                                                        | 1bis rue Pémagnie                                                         | 49° 11′ 00″ nord, 0° 22′ 08″ ouest | « PA14000079 » | Inscrit               | 2008                     | Maison Charbonnier                                                                        |
| Manoir du Pont-Créon                                                                      | 8 rue du Pont-Créon                                                       | 49° 10′ 31″ nord, 0° 22′ 46″ ouest | « PA00111188 » | Inscrit               | 1927                     | Manoir du Pont-Créon                                                                      |
| Manoir du Vaubenard                                                                       | Rue de la Masse, dans l'enceinte du Centre hospitalier régional           | 49° 11′ 16″ nord, 0° 20′ 43″ ouest | « PA00111189 » | Inscrit               | 1973                     | Manoir du Vaubenard                                                                       |
| Monastère des Bénédictines                                                                | 6 rue de Mâlon                                                            | 49° 12′ 37″ nord, 0° 22′ 28″ ouest | « PA14000055 » | Classé Inscrit        | 2005                     | Monastère des Bénédictines                                                                |
| Monastère de la Visitation (chapelle)                                                     | 3 rue de l'Abbatiale                                                      | 49° 10′ 53″ nord, 0° 22′ 31″ ouest | « PA14000027 » | Inscrit               | 2002                     | Monastère de la Visitation (chapelle)                                                     |
| Palais de justice                                                                         | Place Fontette                                                            | 49° 10′ 57″ nord, 0° 22′ 14″ ouest | « PA00111190 » | Inscrit               | 1975                     | Palais de justice                                                                         |
| Pavillon de Beuvrelu                                                                      | 3 rue Saint-Gabriel                                                       | 49° 11′ 06″ nord, 0° 22′ 28″ ouest | « PA00111191 » | Inscrit               | 1970                     | Pavillon de Beuvrelu                                                                      |
| Pavillon des sociétés savantes                                                            | 2 rue Daniel-Huet                                                         | 49° 10′ 45″ nord, 0° 21′ 50″ ouest | « PA00111192 » | Inscrit               | 1927                     | Pavillon des sociétés savantes                                                            |
| Prison de Beaulieu                                                                        | rue du Général-Moulin                                                     | 49° 11′ 09″ nord, 0° 24′ 06″ ouest | « PA00111193 » | Inscrit               | 1975                     | Prison de Beaulieu                                                                        |
| Bureau de poste Gambetta                                                                  | 2 rue Georges-Lebret                                                      | 49° 10′ 49″ nord, 0° 21′ 51″ ouest | « PA14000085 » | Inscrit               | 2010                     | Bureau de poste Gambetta                                                                  |
| Ancien couvent de la Visitation et ancienne caserne de cavalerie (Quartier Lorge)         | 70-72 rue Caponière                                                       | 49° 10′ 52″ nord, 0° 22′ 45″ ouest | « PA00111129 » | Inscrit               | 1927-1988                | Ancien couvent de la Visitation et ancienne caserne de cavalerie (Quartier Lorge)         |
| Statue de du Guesclin                                                                     | Place Saint-Martin                                                        | 49° 11′ 02″ nord, 0° 22′ 12″ ouest | « PA14000065 » | Inscrit               | 2006                     | Statue de du Guesclin                                                                     |
| Statue de Louis XIV                                                                       | Place Saint-Sauveur                                                       | 49° 10′ 58″ nord, 0° 22′ 08″ ouest | « PA14000066 » | Inscrit               | 2006                     | Statue de Louis XIV                                                                       |
| Tour Leroy                                                                                | Boulevard des Alliés                                                      | 49° 11′ 03″ nord, 0° 21′ 33″ ouest | « PA00111194 » | Inscrit               | 1933                     | Tour Leroy                                                                                |
| Université de Caen (Campus 1)                                                             | Esplanade de la Paix                                                      | 49° 11′ 27″ nord, 0° 21′ 53″ ouest | « PA14000102 » | Classé                | 2012                     | Université de Caen (Campus 1)                                                             |
| Villa Baumier                                                                             | 4 avenue de Bagatelle                                                     | 49° 11′ 08″ nord, 0° 22′ 07″ ouest | « PA14000082 » | Inscrit               | 2009                     | Villa Baumier                                                                             |

### Agglomération
Sont énumérés dans cette liste les monuments historiques de l’agglomération caennaise au sens de l'Insee.
| Monument                                                                   | Commune                        | Adresse                           | Coordonnées                        | Notice         | Protection     | Date      | Illustration                                                              |
| -------------------------------------------------------------------------- | ------------------------------ | --------------------------------- | ---------------------------------- | -------------- | -------------- | --------- | ------------------------------------------------------------------------- |
| Église Notre-Dame-de-la-Nativité                                           | Baron-sur-Odon                 |                                   | 49° 07′ 38″ nord, 0° 29′ 01″ ouest | « PA00111037 » | Classé Inscrit | 1910 1927 | Église Notre-Dame-de-la-Nativité                                          |
| Château de Baron-sur-Odon                                                  | Baron-sur-Odon                 |                                   | 49° 07′ 58″ nord, 0° 29′ 12″ ouest | « PA00111036 » | Inscrit        | 1975      | Château de Baron-sur-Odon                                                 |
| Ferme de Than                                                              | Bretteville-sur-Odon           | 61 route de Bretagne              | 49° 10′ 02″ nord, 0° 24′ 34″ ouest | « PA14000047 » | Inscrit        | 2004      | Ferme de Than                                                             |
| Ancien manoir de l'abbaye du Mont-Saint-Michel, dit Ferme de la Baronnerie | Bretteville-sur-Odon           |                                   | 49° 09′ 50″ nord, 0° 25′ 00″ ouest | « PA00111825 » | Inscrit Classé | 1990 1993 | Ancien manoir de l'abbaye du Mont-Saint-Michel,dit Ferme de la Baronnerie |
| Église Notre-Dame                                                          | Bretteville-sur-Odon           |                                   | 49° 10′ 04″ nord, 0° 24′ 32″ ouest | « PA00111118 » | Inscrit        | 1927      | Église Notre-Dame                                                         |
| Église Saint-Martin                                                        | Carpiquet                      |                                   | 49° 11′ 17″ nord, 0° 26′ 43″ ouest | « PA00111215 » | Inscrit        | 1927      | Église Saint-Martin                                                       |
| Double porte d'entrée de la ferme abbatiale (en grande partie détruite)    | Carpiquet                      | Route de Tilly-sur-Seulles        | à géolocaliser                     | « PA00111214 » | Inscrit        | 1928      | Double porte d'entrée de la ferme abbatiale (en grande partie détruite)   |
| Église Saint-Martin                                                        | Colombelles                    |                                   | 49° 12′ 13″ nord, 0° 18′ 27″ ouest | « PA00111233 » | Inscrit        | 1927      | Église Saint-Martin                                                       |
| église Saint-Serge-et-Saint-Vigor de Colombelles                           | Colombelles                    | Rue Raspail                       | 49° 12′ 00″ nord, 0° 18′ 33″ ouest | « PA00111838 » | Inscrit        | 1992      | église Saint-Serge-et-Saint-Vigor de Colombelles                          |
| Église Notre-Dame-des-Sept-Douleurs                                        | Cuverville                     |                                   | 49° 11′ 23″ nord, 0° 15′ 53″ ouest | « PA00111276 » | Inscrit        | 1933      | Église Notre-Dame-des-Sept-Douleurs                                       |
| Église Notre-Dame                                                          | Démouville                     |                                   | 49° 10′ 39″ nord, 0° 16′ 00″ ouest | « PA00111280 » | Inscrit        | 1932      | Église Notre-Dame                                                         |
| Maison                                                                     | Fleury-sur-Orne                | 71 rue de Saint-André             | 49° 08′ 27″ nord, 0° 23′ 24″ ouest | « PA14000083 » | Inscrit        | 2009      | Maison                                                                    |
| Église Notre-Dame de Basse-Allemagne                                       | Fleury-sur-Orne                |                                   | 49° 08′ 22″ nord, 0° 23′ 12″ ouest | « PA00111338 » | Classé         | 1913      | Église Notre-Dame de Basse-Allemagne                                      |
| Château de Fontaine-Étoupefour                                             | Fontaine-Étoupefour            |                                   | 49° 08′ 15″ nord, 0° 26′ 34″ ouest | « PA00111339 » | Classé Inscrit | 1911 1995 | Château de Fontaine-Étoupefour                                            |
| Église Saint-Pierre                                                        | Fontaine-Étoupefour            |                                   | 49° 08′ 47″ nord, 0° 27′ 13″ ouest | « PA00111340 » | Inscrit        | 1927      | Église Saint-Pierre                                                       |
| Chapelle Saint-Vincent                                                     | Hérouville-Saint-Clair         | Route de Lion-sur-Mer Rue d'Epron | 49° 12′ 49″ nord, 0° 20′ 31″ ouest | « PA14000045 » | Inscrit        | 2004      | Chapelle Saint-Vincent                                                    |
| Château d'eau d'Hérouville-Saint-Clair                                     | Hérouville-Saint-Clair         | Avenue du Parc-Saint-André        | 49° 12′ 10″ nord, 0° 20′ 32″ ouest | « PA14000093 » | Inscrit        | 2010      | Château d'eau d'Hérouville-Saint-Clair                                    |
| Église Saint-Clair                                                         | Hérouville-Saint-Clair         |                                   | 49° 12′ 25″ nord, 0° 19′ 04″ ouest | « PA00111384 » | Inscrit        | 1928      | Église Saint-Clair                                                        |
| Ferme Saint-Bernard (hôtel de ville)                                       | Ifs                            |                                   | 49° 08′ 15″ nord, 0° 20′ 58″ ouest | « PA00111456 » | Inscrit        | 1979      | Ferme Saint-Bernard (hôtel de ville)                                      |
| Église Saint-André                                                         | Ifs                            |                                   | 49° 08′ 22″ nord, 0° 20′ 53″ ouest | « PA00111455 » | Classé         | 1946      | Église Saint-André                                                        |
| Église Notre-Dame-des-Prés                                                 | Mondeville                     |                                   | 49° 10′ 33″ nord, 0° 18′ 26″ ouest | « PA00111555 » | Classé         | 1913      | Église Notre-Dame-des-Prés                                                |
| Église Saint-Denis                                                         | Mondrainville                  |                                   | 49° 08′ 22″ nord, 0° 30′ 55″ ouest | « PA00111556 » | Inscrit        | 1932      | Église Saint-Denis                                                        |
| Église Saint-Malo                                                          | Mouen                          |                                   | 49° 08′ 59″ nord, 0° 29′ 12″ ouest | « PA00111562 » | Classé         | 1846      | Église Saint-Malo                                                         |
| Chapelle Notre-Dame de l'Ortial                                            | Rots                           |                                   | 49° 12′ 55″ nord, 0° 28′ 25″ ouest | « PA00111640 » | Inscrit        | 1932      | Chapelle Notre-Dame de l'Ortial                                           |
| Manoir Saint-Ouen (grange aux dîmes)                                       | Rots                           |                                   | 49° 12′ 49″ nord, 0° 28′ 18″ ouest | « PA00111642 » | Inscrit        | 1927      | Image manquante Téléverser                                                |
| Église Saint-Ouen                                                          | Rots                           |                                   | 49° 12′ 43″ nord, 0° 28′ 27″ ouest | « PA00111641 » | Classé         | 1909      | Église Saint-Ouen                                                         |
| Ancienne abbaye d'Ardenne                                                  | Saint-Germain-la-Blanche-Herbe |                                   | 49° 11′ 48″ nord, 0° 24′ 52″ ouest | « PA00111675 » | Classé         | 1918-1947 | Ancienne abbaye d'Ardenne                                                 |
| Manoir de la Fontaine                                                      | Verson                         |                                   | 49° 09′ 15″ nord, 0° 26′ 45″ ouest | « PA00111794 » | Inscrit        | 1933      | Manoir de la Fontaine                                                     |
| Église Saint-Germain                                                       | Verson                         |                                   | 49° 09′ 12″ nord, 0° 26′ 50″ ouest | « PA00111793 » | Classé         | 1910      | Église Saint-Germain                                                      |
| Croix de Verson                                                            | Verson                         |                                   | 49° 09′ 13″ nord, 0° 26′ 51″ ouest | « PA00111792 » | Inscrit        | 1932      | Croix de Verson                                                           |

## Monuments détruits
Sont énumérés dans cette liste les monuments historiques de l’agglomération caennaise aujourd'hui disparus.
La plupart de ces édifices ont été détruits par faits de guerre pendant la bataille de Caen en 1944. Certains bâtiments, pourtant protégés après la guerre, ont été détruits pendant la Reconstruction. Sur une liste dressée en 1971 par la documentation des monuments historiques, quatre-vingt édifices ou fragments classés situés sur la commune de Caen sont déclarés détruits ; mais il y a seulement eu quatorze arrêtés de déclassement.
| Monument | Commune | Adresse                                 | Coordonnées                        | Notice         | Protection        | Date           | Illustration |
| --- | ------- | --------------------------------------- | ---------------------------------- | -------------- | ----------------- | -------------- | --- |
| Maison (façade sur rue) | Caen    | 5 boulevard des Alliés                  | à géolocaliser                     |                | Inscrit           | 1928           | Image manquante Téléverser |
| Maison (façade sur rue) | Caen    | 82 boulevard des Alliés                 | à géolocaliser                     |                | Inscrit           | 1929           | Image manquante Téléverser |
| Maison | Caen    | 176 rue d'Auge                          | à géolocaliser                     |                | Inscrit Détruit   | 1948 1958      | Image manquante Téléverser |
| Maison (bas-relief de l’Agnus Dei)                                                                                            | Caen    | 4 rue de Bayeux                         | à géolocaliser                     |                | Inscrit           | 1929           | Image manquante Téléverser |
| Façade sur rue | Caen    | 14 rue de Bayeux                        | à géolocaliser                     |                | Inscrit           | ?              | Image manquante Téléverser |
| Deux lucarnes du XVIe siècle                                                                                                  | Caen    | 38 rue de Bayeux                        | à géolocaliser                     |                | Inscrit           | ?              | Image manquante Téléverser |
| Porte provenant de l'ancien hôtel Le Marchand et plaquée sur le mur de clôture du lycée de filles                             | Caen    | 9 rue Élie de Beaumont                  | à géolocaliser                     |                | Inscrit           | ?              | Image manquante Téléverser |
| Hôtel de Ferrage | Caen    | Passage Bellivet                        | à géolocaliser                     | « PA00111148 » | Inscrit           | 1928           | Hôtel de Ferrage |
| Maison (cheminée du XVIIe siècle)                                                                                             | Caen    | 24 passage Bellivet                     | à géolocaliser                     |                | Inscrit           | 1928           | Image manquante Téléverser |
| Bas-relief (miracle de Saint-Hubert)                                                                                          | Caen    | 102 rue Bicoquet                        | à géolocaliser                     |                | Inscrit           | ?              | Image manquante Téléverser |
| Maison (facade) | Caen    | 23 rue Bosnières                        | à géolocaliser                     |                | Inscrit           | 1929           | Image manquante Téléverser |
| Hôtel de Belleville (rampes d'escalier et marteau de porte en fer forgé),                                                     | Caen    | 6 rue Calibourg                         | à géolocaliser                     |                | Classé            | 1931           | Image manquante Téléverser |
| Immeuble (façades et toitures) (hôtel de Valory)                                                                              | Caen    | 8 rue Calibourg                         | à géolocaliser                     |                | Inscrit           | 1928           | Image manquante Téléverser |
| Maison (marteau de porte en fer forgé)                                                                                        | Caen    | 23 rue des Carmes                       | à géolocaliser                     |                | Inscrit           | 1931           | Image manquante Téléverser |
| Lucarne et deux frontons | Caen    | 31 rue des Carmes                       | à géolocaliser                     |                | Inscrit           | ?              | Image manquante Téléverser |
| Ancien hôtel Tilly-Blaru (façades et vantaux de porte)                                                                        | Caen    | 38 rue des Carmes                       | à géolocaliser                     |                | Inscrit           | ?              | Image manquante Téléverser |
| Deux lucarnes du XVIIe siècle                                                                                                 | Caen    | 39 rue des Carmes                       | à géolocaliser                     |                | Inscrit           | ?              | Image manquante Téléverser |
| Ancien hôtel de l'Intendance                                                                                                  | Caen    | 44 rue des Carmes                       | à géolocaliser                     |                | Inscrit           | ?              | Image manquante Téléverser |
| Façade sur rue et grand escalier                                                                                              | Caen    | 45 rue des Carmes                       | à géolocaliser                     |                | Inscrit           | ?              | Image manquante Téléverser |
| Église du couvent des Carmes de Caen                                                                                          | Caen    | 64 rue des Carmes                       | 49° 10′ 54″ nord, 0° 21′ 13″ ouest |                | Classé Déclassé   | ? 1950         | Église du couvent des Carmes de Caen |
| Préfecture (bâtiment du XVe siècle de l'ancien collège du Mont)                                                               | Caen    | Rue Arcisse de Caumont                  | à géolocaliser                     |                | Inscrit           | ?              | Préfecture (bâtiment du XVe siècle de l'ancien collège du Mont) |
| Façade sur rue | Caen    | 44 rue Arcisse de Caumont               | à géolocaliser                     |                | Inscrit           | ?              | Image manquante Téléverser |
| Hôtel de Matignon (façade sur rue avec échauguette)                                                                           | Caen    | 27 rue des Chanoines                    | à géolocaliser                     |                | Inscrit           | ?              | Image manquante Téléverser |
| Hôtel des Monnaies | Caen    |                                         | 49° 11′ 02″ nord, 0° 21′ 54″ ouest |                | Classé Déclassé   | ? 1946         | Hôtel des Monnaies |
| Bâtiments dans l'enceinte du château                                                                                          | Caen    |                                         | à géolocaliser                     |                | Inscrit Détruit   | 1946 1951      | Image manquante Téléverser |
| Maison | Caen    | Cour de l'Ancienne-Halle                | à géolocaliser                     | « PA00111166 » | Inscrit           | 1927           | Image manquante Téléverser |
| Fontaine Gémare | Caen    | Rue Gémare                              | à géolocaliser                     |                | Inscrit           | ?              | Image manquante Téléverser |
| Façade sur rue | Caen    | 17 rue de Geôle                         | à géolocaliser                     |                | Inscrit           | ?              | Image manquante Téléverser |
| Maison (tourelle d'escalier sur cour)                                                                                         | Caen    | 22 rue de Geôle                         | à géolocaliser                     |                | Inscrit           | 1929           | Image manquante Téléverser |
| Maison (cage d'escalier) | Caen    | 29 rue de Geôle                         | à géolocaliser                     |                | Inscrit           | 1928           | Image manquante Téléverser |
| Maison (hôtel de Cauvigny-Beauxamis)                                                                                          | Caen    | 33 rue de Geôle                         | à géolocaliser                     |                | Inscrit Détruit   | 1946 vers 1952 | Image manquante Téléverser |
| Immeuble | Caen    | 35 rue de Geôle                         | à géolocaliser                     | « PA00111160 » | Inscrit           | 1946           | Image manquante Téléverser |
| Maison | Caen    | 52 rue de Geôle                         | à géolocaliser                     |                | Classé Radiation  | 1946 1950      | Image manquante Téléverser |
| Façades sur cour | Caen    | 6 rue Guilbert                          | à géolocaliser                     |                | Inscrit           | ?              | Image manquante Téléverser |
| Ancien hôtel de Labarthe (façade)                                                                                             | Caen    | 20 rue Guilbert                         | à géolocaliser                     |                | Inscrit           | ?              | Image manquante Téléverser |
| Lucarne du XVIIe siècle à deux fenêtres accolées                                                                              | Caen    | 40 rue Guilbert                         | à géolocaliser                     |                | Inscrit           | ?              | Image manquante Téléverser |
| Maison (façade) | Caen    | 41 rue Guilbert                         | à géolocaliser                     |                | Inscrit           | 1929           | Image manquante Téléverser |
| Ancien hôtel de Bernières (façade sur rue, compris les vantaux de porte)                                                      | Caen    | 3 rue des Jacobins                      | à géolocaliser                     |                | Inscrit           | ?              | Image manquante Téléverser |
| Maison (motifs sculptés de la façade sur cour)                                                                                | Caen    | 2 rue du Ham                            | à géolocaliser                     |                | Inscrit           | 1929           | Image manquante Téléverser |
| Salle voûtée de l'ancien hôtel-Dieu                                                                                           | Caen    | 13 rue Laplace                          | à géolocaliser                     |                | Inscrit           | ?              | Image manquante Téléverser |
| Maison (porte du XVe siècle) (hôtel Blouet de Camilly)                                                                        | Caen    | 14 place du Marché-au-Bois              | à géolocaliser                     |                | Inscrit           | 1928           | Image manquante Téléverser |
| Maison (façade sur rue) | Caen    | 15 rue Mélingue                         | à géolocaliser                     |                | Inscrit           | 1928           | Image manquante Téléverser |
| Maison (Maison de l'Epervier)                                                                                                 | Caen    | 10 rue Montoir-Poissonnerie             | à géolocaliser                     | « PA00111183 » | Classé            | 1938           | Maison (Maison de l'Epervier) |
| Immeuble (Maison de l'Epervier)                                                                                               | Caen    | 12 rue Montoir-Poissonnerie             | à géolocaliser                     |                | Inscrit Radiation | ? 1946         | Image manquante Téléverser |
| Immeuble (façade sur rue), | Caen    | 14 rue Montoir-Poissonnerie             | à géolocaliser                     |                | Inscrit Radiation | 1928 1946      | Immeuble (façade sur rue)Bulletin de la Société des antiquaires de Normandie, 1928–1929, tome 38, p. 475 [lire en ligne],                                                                                              |
| Maison (porte du XVIIe siècle sur cour)                                                                                       | Caen    | 48 rue Neuve-Saint-Jean                 | à géolocaliser                     |                | Inscrit           | 1928           | Image manquante Téléverser |
| Ancien hôtel Patrix (façade sur cour)                                                                                         | Caen    |                                         | à géolocaliser                     |                | Inscrit           | ?              | Image manquante Téléverser |
| Maison (façade sur cour) | Caen    | 26 rue de l'Oratoire                    | à géolocaliser                     |                | Inscrit           | 1929           | Image manquante Téléverser |
| Maison | Caen    | 9bis rue Porte-au-Berger                | à géolocaliser                     |                | Inscrit Retrait   | ? 1931         | Image manquante Téléverser |
| Maison (façade) | Caen    | 25 rue Porte-au-Berger                  | à géolocaliser                     |                | Inscrit           | 1929           | Image manquante Téléverser |
| Hôtel Paisant (boiseries et ensemble de la décoration Louis XVI qui ornaient le salon déplacés au 27 rue du Bel-Air à Meudon) | Caen    | 11 place de la République               | à géolocaliser                     | « PA00088119 » | Inscrit Classé    | 1954 1955-1958 | Image manquante Téléverser |
| Maison (façade) | Caen    | 14 Grande-place Saint-Gilles            | à géolocaliser                     |                | Inscrit           | 1929           | Image manquante Téléverser |
| Immeuble (façade sur rue), | Caen    | 16 rue Saint-Jean                       | à géolocaliser                     |                | Inscrit Radiation | 1928 1946      | Image manquante Téléverser |
| Immeuble (façades et toitures),                                                                                               | Caen    | 19 rue Saint-Jean                       | à géolocaliser                     |                | Inscrit Classé    | 1928 1936      | Image manquante Téléverser |
| Immeuble (façade sur cour) | Caen    | 28 rue Saint-Jean                       | à géolocaliser                     |                | Inscrit           | 1929           | Image manquante Téléverser |
| Immeuble (façade sur cour et bâtiment en aile)                                                                                | Caen    | 37 rue Saint-Jean                       | à géolocaliser                     |                | Classé            | 1923           | Image manquante Téléverser |
| Immeuble (façade sur rue et toitures),                                                                                        | Caen    | 75 rue Saint-Jean                       | à géolocaliser                     |                | Inscrit Radiation | 1928 1946      | Image manquante Téléverser |
| Maison | Caen    | 94 rue Saint-Jean                       | à géolocaliser                     |                | Classé Déclassé   | ? 1946         | Maison |
| Immeuble (hôtel de Novince)                                                                                                   | Caen    | 100 rue Saint-Jean                      | à géolocaliser                     |                | Inscrit Radiation | ? 1946         | Image manquante Téléverser |
| Immeuble (hôtel Goupillières de Saint-Hilaire)                                                                                | Caen    | 123 rue Saint-Jean                      | à géolocaliser                     |                | Inscrit Radiation | ? 1946         | Image manquante Téléverser |
| Immeuble (hôtel d'Hérouvillette)                                                                                              | Caen    | 133 rue Saint-Jean                      | à géolocaliser                     |                | Inscrit Radiation | ? 1946         | Image manquante Téléverser |
| Immeuble (façade sur rue), | Caen    | 157 rue Saint-Jean                      | à géolocaliser                     |                | Inscrit Radiation | 1928 1946      | Image manquante Téléverser |
| Immeuble (façade sur rue), | Caen    | 158 rue Saint-Jean                      | à géolocaliser                     |                | Inscrit Radiation | 1928 1946      | Image manquante Téléverser |
| Immeuble (porche), | Caen    | 177 rue Saint-Jean                      | à géolocaliser                     |                | Inscrit Radiation | 1928 1946      | Image manquante Téléverser |
| Hôtel de Vassy, | Caen    | 220 rue Saint-Jean                      | à géolocaliser                     |                | Inscrit Radiation | 1928 1946      | Image manquante Téléverser |
| Église Saint-Julien (ancienne)                                                                                                | Caen    |                                         | à géolocaliser                     |                | Inscrit           | ?              | Image manquante Téléverser |
| Hôtel de Piédoue | Caen    | 7 rue Saint-Louis                       | à géolocaliser                     |                | Inscrit           | 1929           | Image manquante Téléverser |
| Escalier avec porte du XVe siècle                                                                                             | Caen    | Rue Saint-Malo (cour du Mesnil-Thouret) | à géolocaliser                     |                | Inscrit           | ?              | Image manquante Téléverser |
| Façades et toitures | Caen    | 18-20 rue Saint-Pierre                  | à géolocaliser                     |                | Inscrit           | ?              | Image manquante Téléverser |
| Immeuble (façade sur rue) | Caen    | 28 rue Saint-Pierre                     | à géolocaliser                     |                | Inscrit           | 1928           | Immeuble (façade sur rue) |
| Immeuble (façade sur rue) | Caen    | 32 rue Saint-Pierre                     | à géolocaliser                     |                | Inscrit           | 1928           | Image manquante Téléverser |
| Immeuble (façade sur rue) | Caen    | 34 rue Saint-Pierre                     | à géolocaliser                     |                | Inscrit           | 1928           | Image manquante Téléverser |
| Façade sur rue | Caen    | 36 rue Saint-Pierre                     | à géolocaliser                     |                | Inscrit           | ?              | Image manquante Téléverser |
| Immeuble (lucarnes) | Caen    | 11 rue Saint-Sauveur                    | à géolocaliser                     |                | Inscrit           | 1928           | Image manquante Téléverser |
| Ancien couvent des Ursulines (façades)                                                                                        | Caen    | 1 place Singer                          | à géolocaliser                     |                | Inscrit           | 1928           | Image manquante Téléverser |
| Caserne Hamelin | Caen    | Place du 36e Régiment d'infanterie      | à géolocaliser                     |                | Inscrit           | 1925           | Caserne Hamelin |
| Trois lucarnes du XVIIe siècle                                                                                                | Caen    | 29 rue de Strasbourg                    | à géolocaliser                     |                | Inscrit           | 1927           | Image manquante Téléverser |
| Ancien hôtel de Lorailles | Caen    | 1 rue du Tour-de-Terre                  | à géolocaliser                     |                | Inscrit           | 1927           | Image manquante Téléverser |
| Façade sur rue | Caen    | 5-7 rue du Tour-de-Terre                | à géolocaliser                     |                | Inscrit           | 1927           | Image manquante Téléverser |
| Façade sur rue | Caen    | 9 rue du Tour-de-Terre                  | à géolocaliser                     |                | Inscrit           | ?              | Image manquante Téléverser |
| Tour Ès-Morts | Caen    | Rue Paul-Toutain                        | à géolocaliser                     |                | Classé            | 1921           | Tour Ès-MortsListe des immeubles protégés au titre de la législation sur les monuments historiques (classement alphabétique par commune - Lettre "C" : Des Cavannes (Tarn) à Cysoing) sur Légifrance</ [lire en ligne] |
| Immeuble (motif sculpté) | Caen    | 16 rue des Teinturiers                  | à géolocaliser                     |                | Inscrit           | 1928           | Image manquante Téléverser |
| Immeuble (façade et toitures)                                                                                                 | Caen    | 71 rue de Vaucelles                     | à géolocaliser                     |                | Inscrit           | 1929           | Immeuble (façade et toitures) |
| Bâtiment des douanes ou grenier à sel                                                                                         | Caen    | Quai Vendeuvre                          | à géolocaliser                     |                | Inscrit Détruit   | 1946 1950      | Image manquante Téléverser |
| Ancienne chapelle de la Visitation                                                                                            | Caen    |                                         | 49° 10′ 53″ nord, 0° 22′ 31″ ouest | « PA00111129 » | Inscrit Radié     | 1927 1946      | Ancienne chapelle de la Visitation |
| Tour Devers-les-Près | Caen    | Rue Paul Toutain                        | à géolocaliser                     |                | Classé Radié      | 1921 1926      | Image manquante Téléverser |